# San Martino in Pensilis
San Martino in Pensilis é uma comuna italiana da região do Molise, província de Campobasso, com cerca de 4.824 habitantes. Estende-se por uma área de 100 km², tendo uma densidade populacional de 48 hab/km². Faz fronteira com Campomarino, Chieuti (FG), Guglionesi, Larino, Portocannone, Rotello, Serracapriola (FG), Ururi.

## Demografia
| Variação demográfica do município entre 1861 e 2011                               |
|                                                                                   |
| Fonte: Istituto Nazionale di Statistica (ISTAT) - Elaboração gráfica da Wikipedia |